# Stazione di Buckower Chaussee
La stazione di Buckower Chaussee è una stazione ferroviaria di Berlino, sita nel quartiere di Marienfelde, nelle vicinanze della strada denominata "Buckower Chaussee".

## Movimento
La stazione è servita dalla linea S 2 della S-Bahn.

## Interscambi
- Fermata autobus